# McKamey Manor
McKamey Manor je americký strašidelný dům ve městě Summertown ve státě Tennessee a v Huntsville, ve státě Alabama. Majitelem je bývalý člen námořnictva Russ McKamey. Na rozdíl od běžných strašidelných domů se vyznačuje svoji krutostí a násilím. Spoustou lidí je proto spíše vnímán jako mučírna. Atrakce sahá až do roku 1989, společnost byla založena v roce 2007.

## Požadavky na účast
Pokud se chce návštěvník zúčastnit zážitku v tomto domě, musí se řídit zásadními pravidly a splnit rozsáhlé požadavky. Jeho věková hranice musí překročit 21 let (od 18 let se může návštěvník zúčastnit prohlídky jen se souhlasem rodičů), dále nesmí trpět astmatem, musí doložit zdravotní pojištění a absolvovat lékařskou prohlídku. Návštěvník si musí prostudovat a následně podepsat 40stránkový dokument, ve kterém jsou napsány pokyny a zřeknutí se odpovědnosti za případné újmy na zdraví a tvrzení, že návštěvník vše podstupuje dobrovolně, také návštěvník doloží své největší strachy a fobie. Co se týče pokynů, účastníci mají např. zakázáno běhat, dotýkat se rekvizit a herců, kouřit, natáčet a fotografovat nebo používat vulgarismy. 
Za vstup se neplatí peněžní částkou, nýbrž je vyžadováno jako vstupné krmení pro psy, jelikož Russ je velkým milovníkem psů a krmivo daruje útulkům.

## Průběh
Dům byl do roku 2015 provozován v San Diegu.
Prohlídka trvá od 8 až do 10 hodin, žádný návštěvník ale ještě nevydržel až do konce. Dříve byla za zvládnutí prohlídky až do konce nabízena finanční odměna ve výši 20 000 dolarů, ta ale ještě nikomu nikdy nebyla vyplacena. Dům je otevřen celoročně.
Návštěvníci se mohou setkat s velmi krutým zacházením, jako je zavření do mrazáku, svazování hlavou dolů, topení, pojídání vlastních zvratků, strkání různých předmětů do úst, setkání se s hady, pavouky apod. Někteří návštěvníci dokonce podstoupili trhání zubů nebo nehtů nebo jim byla aplikována omamná látka. Návštěvníci odcházeli s pohmožděninami, zlomenými prsty nebo oholenými vlasy. Někteří ze zaměstnanců jsou bývalí kriminálníci. Dříve nebyla žádost o dřívější ukončení prohlídky akceptována, teprve v posledních letech je dovoleno ukončit prohlídku dříve.
I přes všechny skutečnosti a nechvalnou známost je o dům veliký zájem a existuje čekací seznam s více než 27 000 zájemci.

## Majitel
Majitelem domu je bývalý námořník Russ McKamey. Dále má zázemí v divadle, byl hercem. Jeho bývalá manželka ho označila za nebezpečného predátora. V červenci 2024 byl Russ zatčen za obvninění z pokusu vraždy a znásilnění.

## Odpor
Za zrušení tohoto domu vznikla petice, která má již více než 170 000 podpisů. Návštěvníci se i často obraceli na policii, dům nebyl ovšem provozován nezákonně, jelikož Russovi se vždy podařilo americké zákony obejít.

## Filmové ztvárnění
Atrakce byla uvedena v řadě Netflix Haunters: The Art of The Scare a v epizodě Dark Tourist.